# Pont-Hébert (Pont-Hébert)
Pont-Hébert ist eine ehemalige französische Gemeinde mit 1575 Einwohnern (Stand: 1. Januar 2020) im Département Manche in der Region Normandie. Sie gehörte zum Arrondissement Saint-Lô. Die Bewohner werden Pontois und Pontoises genannt.
Der Erlass vom 13. Dezember 2017 legte mit Wirkung zum 1. Januar 2018 die Eingliederung von Pont-Hébert als Commune déléguée zusammen mit der früheren Gemeinde Le Hommet-d’Arthenay zur neuen, gleichnamigen Commune nouvelle Pont-Hébert fest.

## Geografie
Pont-Hébert liegt rund zehn Kilometer nordwestlich von Saint-Lô am östlichen Rand des Départements. Der Fluss Vire begrenzt den Ort nach Osten. Die Terrette durchzieht im Westen das Ortsgebiet, das Teil des Regionalen Naturparks Marais du Cotentin et du Bessin ist.
Umgeben wird Pont-Hébert von den Nachbargemeinden und dem anderen Ortsteil der gleichnamigen Commune déléguée:
| Le Hommet-d’Arthenay (Ortsteil) | Le Dézert Cavigny                           |            |
|                                 | Kompassrose, die auf Nachbargemeinden zeigt | La Meauffe |
| Amigny                          | Thèreval                                    | Rampan     |

## Geschichte
Im Jahre 1836 wurden die Orte Esglandes und Le Mesnil-Durand eingemeindet.

## Bevölkerungsentwicklung
| Pont-Hébert: Einwohnerzahlen von 1793 bis 2020                                                                             | Pont-Hébert: Einwohnerzahlen von 1793 bis 2020 | Pont-Hébert: Einwohnerzahlen von 1793 bis 2020 | Pont-Hébert: Einwohnerzahlen von 1793 bis 2020 | Pont-Hébert: Einwohnerzahlen von 1793 bis 2020 |
| --- | ---------------------------------------------- | ---------------------------------------------- | ---------------------------------------------- | ---------------------------------------------- |
| Jahr |                                                |                                                |                                                | Einwohner                                      |
| 1793 | 1793                                           |                                                | 177                                            | 177                                            |
| 1800 | 1800                                           |                                                | 134                                            | 134                                            |
| 1806 | 1806                                           |                                                | 190                                            | 190                                            |
| 1821 | 1821                                           |                                                | 175                                            | 175                                            |
| 1831 | 1831                                           |                                                | 142                                            | 142                                            |
| 1836 | 1836                                           |                                                | 1.199                                          | 1.199                                          |
| 1841 | 1841                                           |                                                | 1.179                                          | 1.179                                          |
| 1846 | 1846                                           |                                                | 1.148                                          | 1.148                                          |
| 1851 | 1851                                           |                                                | 1.194                                          | 1.194                                          |
| 1856 | 1856                                           |                                                | 1.114                                          | 1.114                                          |
| 1861 | 1861                                           |                                                | 1.062                                          | 1.062                                          |
| 1866 | 1866                                           |                                                | 1.018                                          | 1.018                                          |
| 1872 | 1872                                           |                                                | 957                                            | 957                                            |
| 1876 | 1876                                           |                                                | 944                                            | 944                                            |
| 1881 | 1881                                           |                                                | 963                                            | 963                                            |
| 1886 | 1886                                           |                                                | 913                                            | 913                                            |
| 1891 | 1891                                           |                                                | 908                                            | 908                                            |
| 1896 | 1896                                           |                                                | 852                                            | 852                                            |
| 1901 | 1901                                           |                                                | 820                                            | 820                                            |
| 1906 | 1906                                           |                                                | 842                                            | 842                                            |
| 1911 | 1911                                           |                                                | 825                                            | 825                                            |
| 1921 | 1921                                           |                                                | 771                                            | 771                                            |
| 1926 | 1926                                           |                                                | 832                                            | 832                                            |
| 1931 | 1931                                           |                                                | 895                                            | 895                                            |
| 1936 | 1936                                           |                                                | 930                                            | 930                                            |
| 1946 | 1946                                           |                                                | 835                                            | 835                                            |
| 1954 | 1954                                           |                                                | 1.091                                          | 1.091                                          |
| 1962 | 1962                                           |                                                | 1.508                                          | 1.508                                          |
| 1968 | 1968                                           |                                                | 1.837                                          | 1.837                                          |
| 1975 | 1975                                           |                                                | 2.109                                          | 2.109                                          |
| 1982 | 1982                                           |                                                | 1.987                                          | 1.987                                          |
| 1990 | 1990                                           |                                                | 1.764                                          | 1.764                                          |
| 1999 | 1999                                           |                                                | 1.713                                          | 1.713                                          |
| 2006 | 2006                                           |                                                | 1.771                                          | 1.771                                          |
| 2013 | 2013                                           |                                                | 1.746                                          | 1.746                                          |
| 2020 | 2020                                           |                                                | 1.575                                          | 1.575                                          |
| Quelle(n): EHESS/Cassini bis 1999, INSEE ab 2006 Anmerkung(en): Ab 1962 offizielle Zahlen ohne Einwohner mit Zweitwohnsitz |                                                |                                                |                                                |                                                |

## Sehenswürdigkeiten
- Kirche Saint-Aubin, errichtet 1954
- Kirche Notre-Dame in Esglandes
- Kirche Saint-Pierre-et-Saint-Paul in Le Mesnil-Durand
- Schloss Esglandes mit Resten des früheren Kirchturms
- Kapelle Les Pèzerils aus dem 12. Jahrhundert
- Kapelle Le Mesnil-Durand

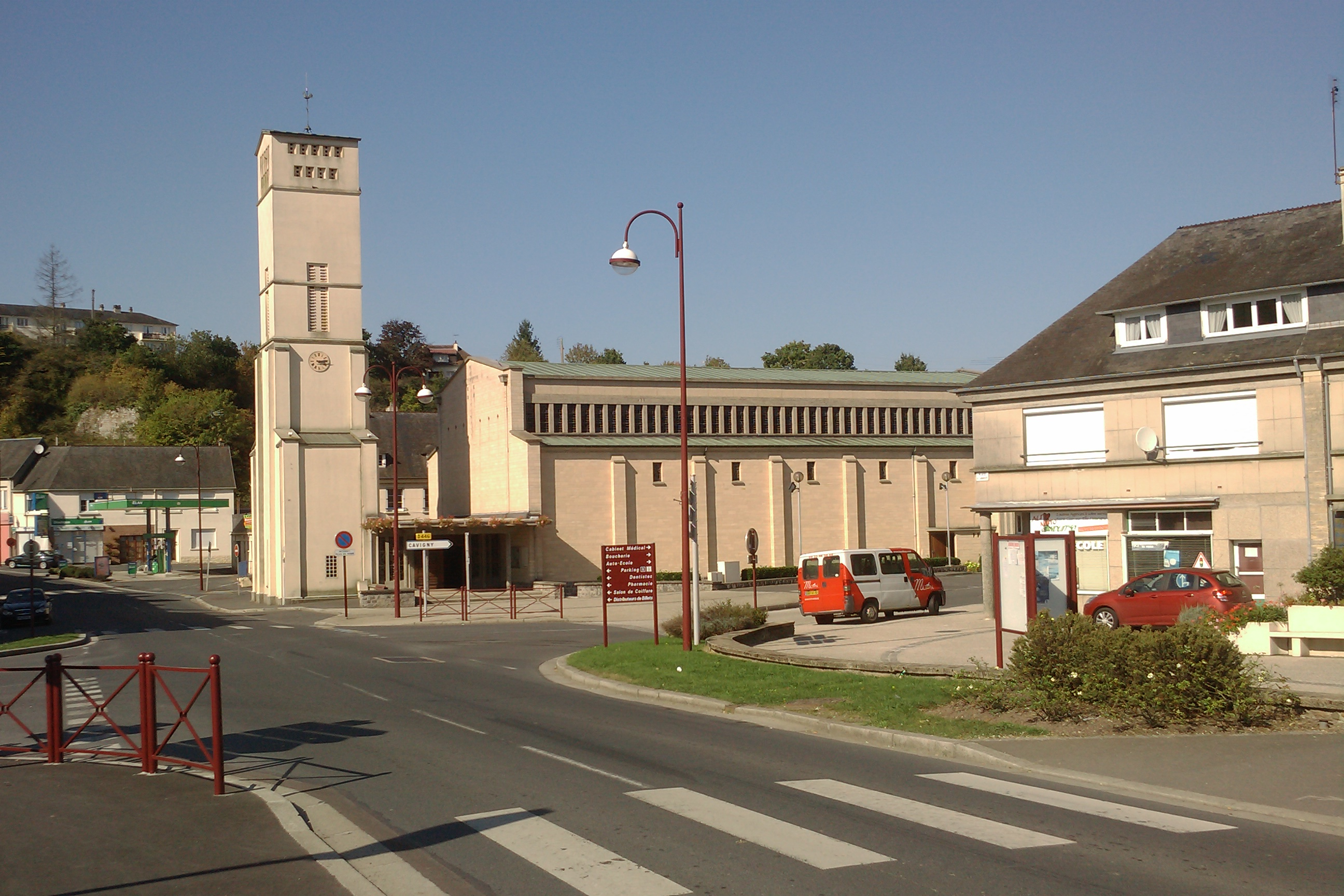
Kirche Saint-Aubin
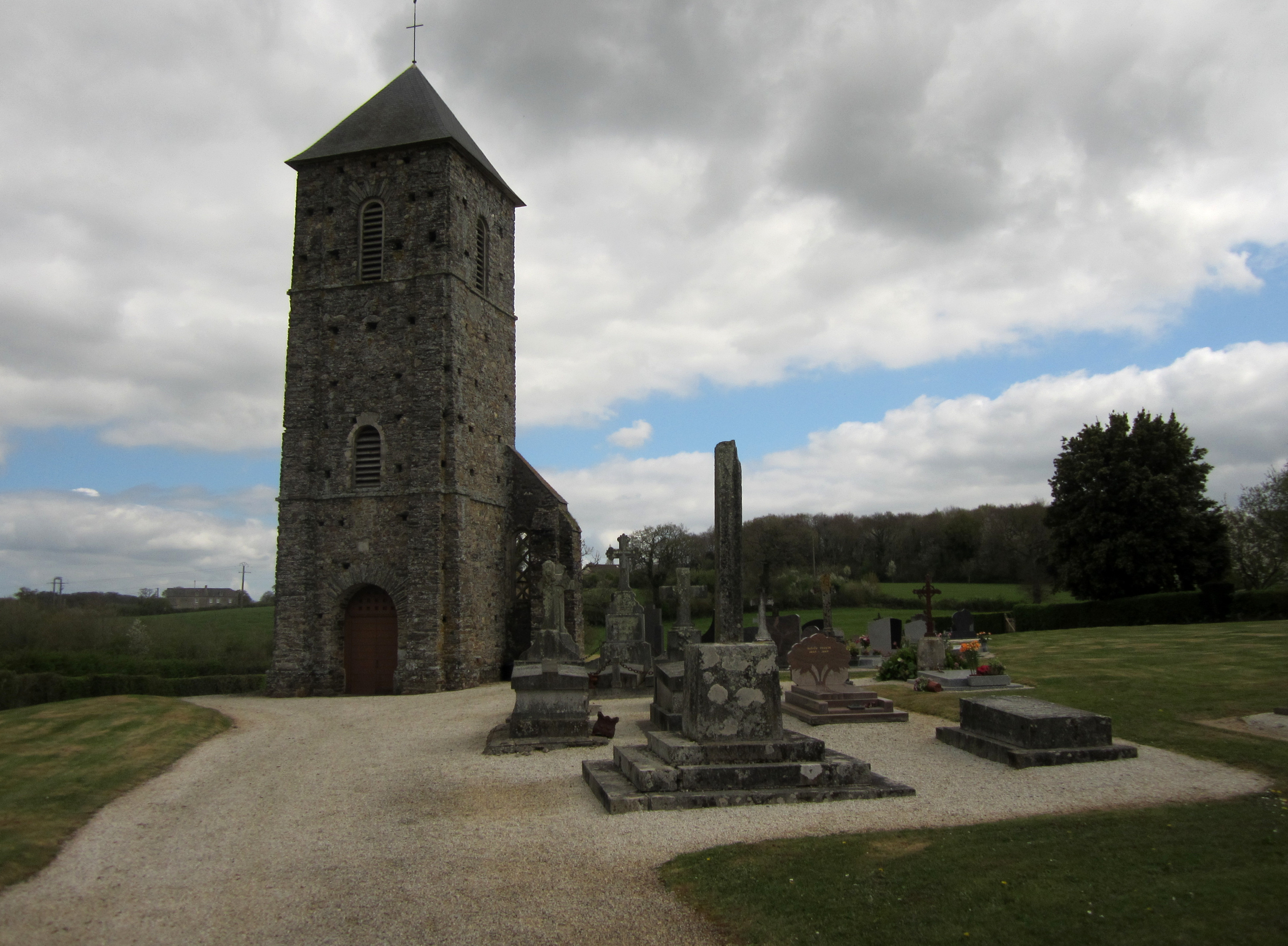
Kirche Notre-Dame
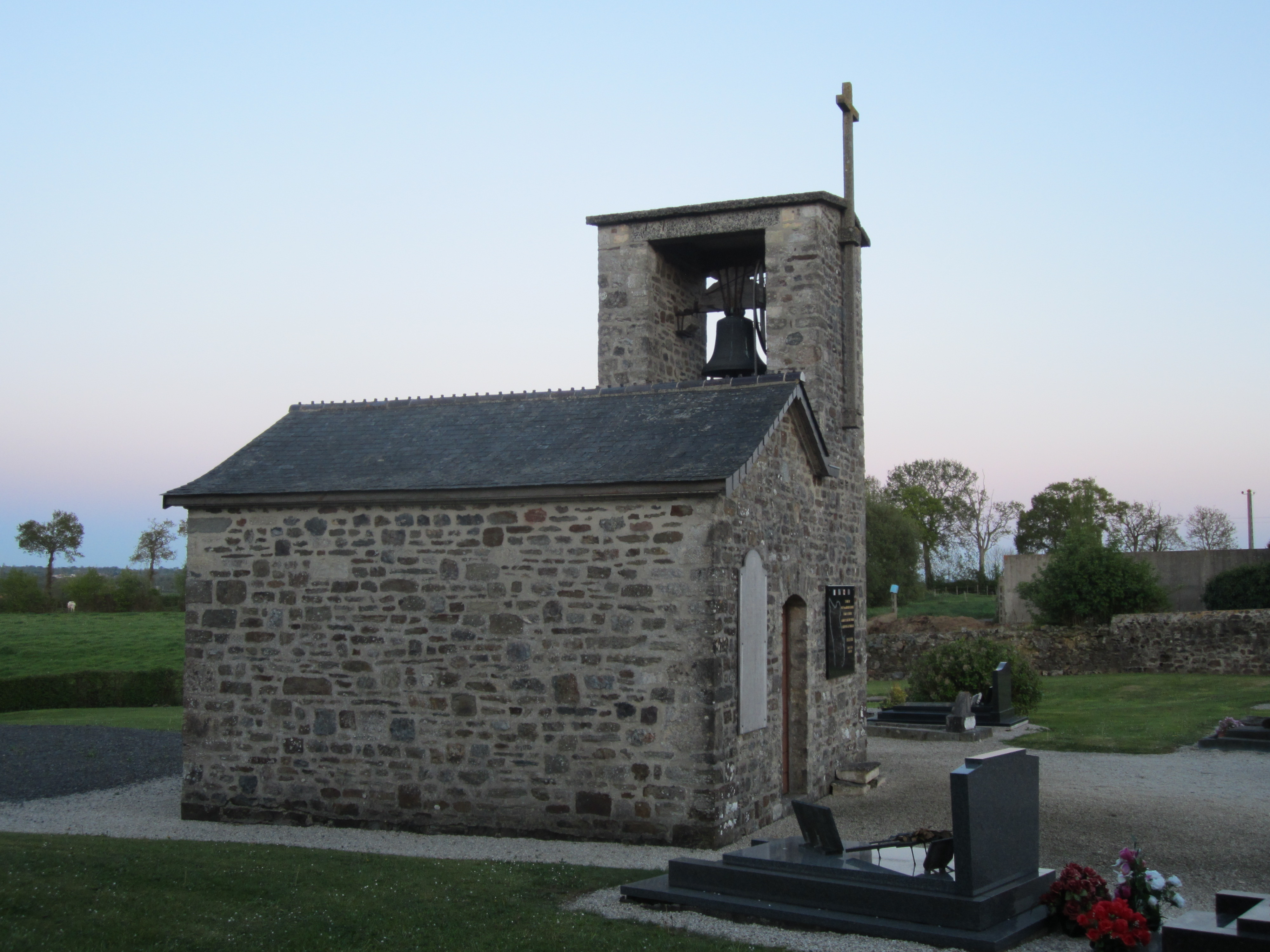
Kirche Saint-Pierre-et-Saint-Paul